# Niah Caves
As Cavernas de Niah estão localizadas no distrito de Miri, em Sarawak, Malásia. Parte do Parque Nacional deNiah, a principal caverna, a Grande Caverna de Niah, está localizada em Gunung Subis e é formada de várias câmaras. Restos humanos foram aqui encontrados e esse é o mais antigo sítio arqueológico com evidência de humanos no leste da Malásia. Painted Cave apresenta também exemplos de arte rupestre. É um ponto turístico famoso em Sarawak. A pesquisa arqueológica no local foi iniciada nos anos 50 e 60 por Tom Harrisson. O achado mais famoso da caverna é um crânio humano de 38.000 anos atrás.